# Галле, Луи (художник)
Луи Галле (фр. Louis Gallait; 9 или 10 мая 1810, Турне, Эно — 20 ноября 1887, Брюссель) — бельгийский художник.

## Биография
Галле родился в Турне, Эно, в 1810 году.
Начальное художественное образование получил в родном городе, учился у Филиппа Огюста Геннекена. В 1832 году его картина «Дань Цезарю» получила первую премию на художественной выставке в Генте, после чего он отправился для продолжения обучения живописи в Антверпен у Маттеуса Игнатиуса ван Бре и спустя год представил на бельгийском салоне свою картину «Христос, исцеляющий слепых», которая затем была размещена в кафедральном соборе Турне. Впоследствии Галле отправился в Париж, где создал ещё несколько картин, в том числе «Отставка Карла V» (1841), высоко оценённую современниками и принёсшую ему известность в Европе. Его работы послужили важным стимулом для развития немецкой школы исторической живописи. Вскоре он по приглашению переехал в Брюссель, где жил и работал до конца жизни.

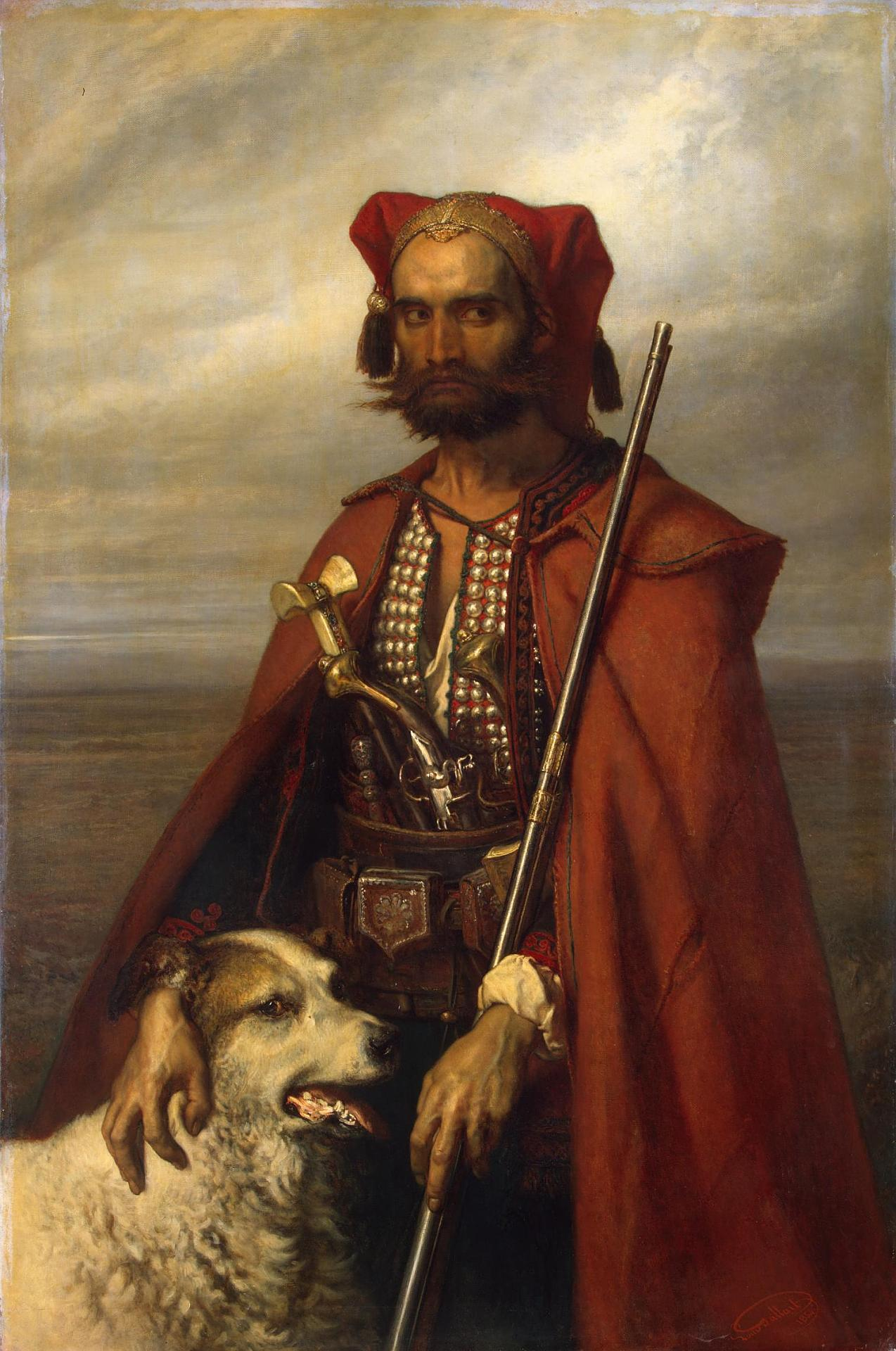
Хорватский часовой на посту в Аграме

Во второй половине XIX века считался одним из наиболее уважаемых художников Бельгии, его работы выставлялись в различных художественных музеях Бельгии и Франции. Несколько работ есть в Государственном Эрмитаже, среди них:
- Семья рыбака (1848)
- Последние минуты графа Эгмонта (Эгмонт перед казнью) (1848)
- Тассо в темнице (1853)
- Хорватский часовой на посту в Аграме (1854)
- Семья рыбака (Ожидание) (1855)
- Портрет А. А. Половцова (1870)

Галле умер в Брюсселе в 1887 году.